# Parlamentsvalet i Storbritannien 1945
Parlamentsvalet i Storbritannien 1945 hölls den 5 juli 1945 men blev inte sluträknat och tillkännagivet förrän 26 juli 1945 (på grund av den tid det tog att transportera röster från soldater utomlands). Valet blev ett av de mest betydelsefulla i Storbritanniens 1900-talshistoria.
Valet hölls bara några månader efter slutet på andra världskriget i Europa och var det första sedan 1935, eftersom valen var inställda under kriget. Valresultatet blev en överraskande förlust för Conservative Party, som leddes av Winston Churchill, och en jordskredsseger för  Labour, lett av Clement Attlee, som fick egen majoritet med 145 platsers övervikt.
Resultatet var nästan helt oväntat på grund av Winstons Churchills ställning som landsfader under kriget, men visade att väljarna trodde att Labour skulle kunna återuppbygga landet efter kriget bättre än de konservativa. Churchill och hans parti anses allmänt också ha fört en svag valkampanj jämfört med Labour. Dessutom hade Labour ingått i samlingsregeringen under kriget och då kunnat visa sin kompetens i inrikespolitiken. 
Labours valkampanj innehöll löften om full sysselsättning, skattefinansierad sjukvård för alla och över huvud taget uppbyggandet av en välfärdsstat. 
| Parti                            | Röster     | Platser | Förändring | Andel av rösterna (%) |
| Labour                           | 11 967 746 | 393     | + 239      | 48,0                  |
| Conservative Party               | 8 716 211  | 197     | - 190      | 36,2                  |
| Liberal Party                    | 2 177 938  | 12      | - 9        | 9,0                   |
| National Liberal Party           | 686 652    | 11      | - 22       | 2,9                   |
| Oberoende                        | 133 191    | 8       | + 6        | 0,6                   |
| National Party                   | 130 513    | 2       | + 1        | 0,5                   |
| Common Wealth                    | 110 634    | 1       | + 1        | 0,5                   |
| Communist Party of Great Britain | 97 945     | 2       | + 1        | 0,4                   |
| Irländska nationalister          | 92 819     | 2       |            | 0,4                   |
| Nationella oberoende             | 65 171     | 2       |            | 0,3                   |
| Oberoende Labour                 | 63 135     | 2       |            | 0,3                   |
| Oberoende konservativa           | 57 823     | 2       | + 2        | 0,2                   |
| Independent Labour Party         | 46 769     | 3       | - 1        | 0,2                   |
| Oberoende progressiv             | 35 072     | 1       | + 1        | 0,1                   |
| Oberoende liberaler              | 30 450     | 2       | + 2        | 0,1                   |
| Scottish National Party          | 26 707     | 0       |            | 0,1                   |
| Plaid Cymru                      | 16 017     | 0       |            | 0,0                   |
| Common Wealth Labour             | 14 096     | 0       |            | 0,0                   |
| Oberoende nationalist            | 5 430      | 0       |            | 0,0                   |
| Liverpool Protestant Party       | 2 601      | 0       |            | 0,0                   |
| Kristen pacifist                 | 2 381      | 0       |            | 0,0                   |
| Democratic Party                 | 1 809      | 0       |            | 0,0                   |

Totalt antal avlagda röster: 24 073 025.  Alla partier med fler än 1 100 röster visade. Conservative Party inkluderar Ulsterunionister.